# Central Nuclear Ginna

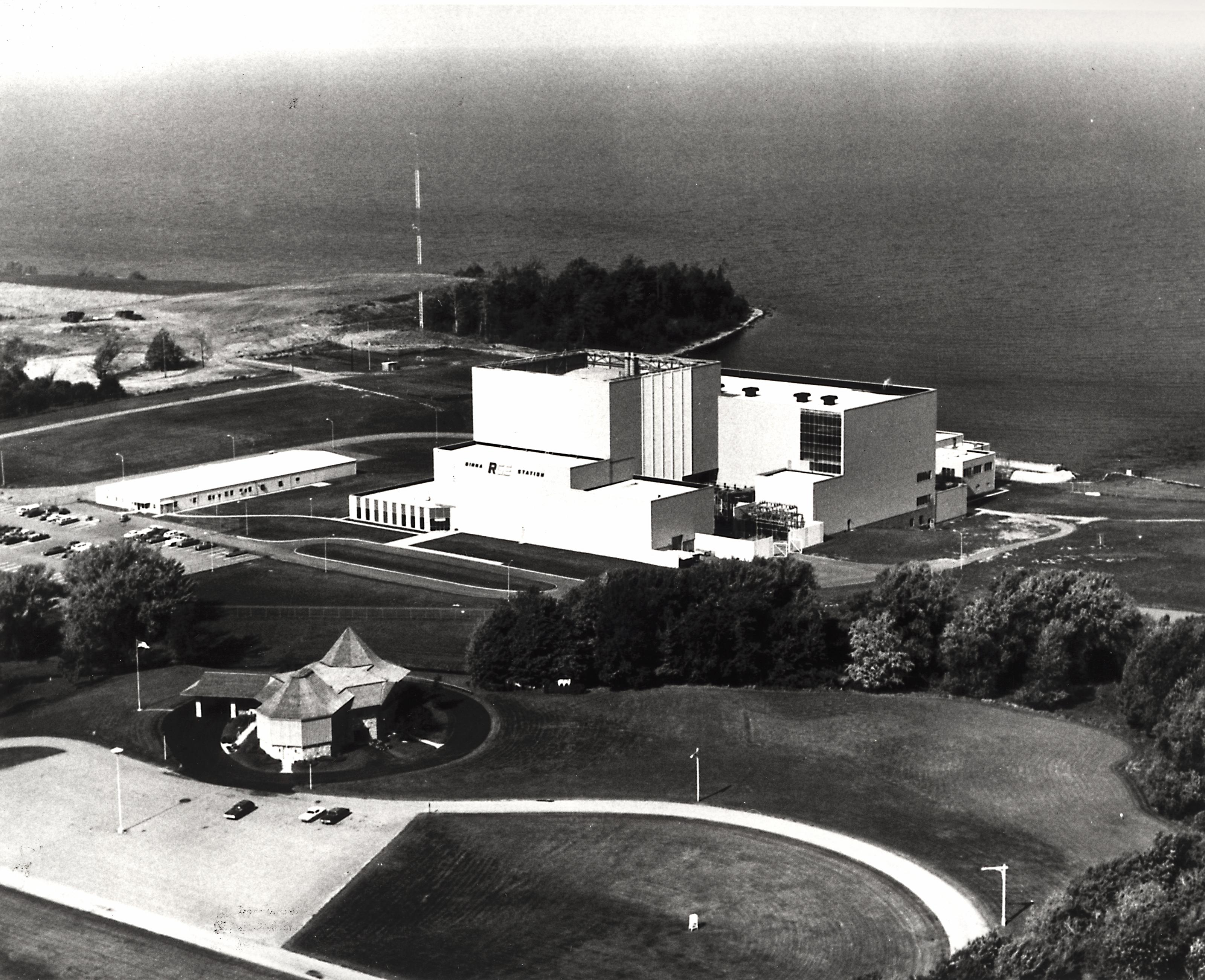
La central nuclear Ginna

La Central Nuclear Ginna de Rochester Gas & Electric's, está cerca de Rochester, New York, en los Estados Unidos. Se compone de una sola unidad de reactor de agua a presión de dos ciclos de Westinghouse, similar a las existentes en Point Beach, Kewaunee y en Prairie Island.
Rochester Gas & Electric Company es la encargada del funcionamiento de esta planta que es propiedad del RGS Energy Group. 
La planta Ginna fue objeto de un leve accidente nuclear cuando, el 26 de enero de 1982, una pequeña cantidad de vapor radiactivo se escapó al aire por la rotura de un tubo. La fuga que duró 93 minutos provocó la declaración de emergencia para el emplazamiento. 